# Стрейф (способ стрельбы)

Синий игрок использует стрейф, чтобы обстреливать красного, не теряя его из виду

Стрейф (от англ. strafe — «атаковать с бреющего полета», «обстреливать») — в компьютерных играх движение боком, «приставными шагами».
Стрейф используется для перемещения, прицеливания, уклонения от атак противника. Важно, что при подобном передвижении игрок не теряет противника из виду. Как правило, выделяется в особый тип движения только в играх в жанре «action» и «шутер».
При использовании комбинации WASD стрейфам соответствуют клавиши A и D.

## Происхождение
Само слово strafe (читается [strɑ:f] или [streɪf] — «страф», «стрейф») происходит от нем. strafen («штрафен») — «наказывать», «карать». В английский язык это слово вошло во время Первой мировой войны вместе с фразой «Боже, покарай Англию!» (нем. Gott strafe England!) Позднее словом «strafing» стали называть атаку наземной цели самолётом, вооружённым пулемётами и авиационными пушками.
В шутерах с видом сверху (Castle Wolfenstein, Ikari Warriors и др.) существовал так называемый strafe-режим, позволявший обстреливать большое скопление врагов, двигаясь боком. В игре Wolfenstein 3D кнопку strafe-режима оставили «по инерции», но она была практически бесполезна.
В Doom, в дополнение к кнопке-модификатору, появились две отдельные кнопки, названные «strafe left» и «strafe right». Опытным путём выяснили, что если установить обзор мышью, движение вперёд-назад — кнопками ↑↓, а движение боком — кнопками ←→, получался максимальный контроль над персонажем. Иногда в дополнение к этому с помощью резидентной программы отключали ось Y мыши (она отвечала за движение вперёд-назад и только мешала). Вместо стрелок часто брали алфавитные клавиши — это упрощало доступ к дополнительным функциям. Так и появилась ставшая стандартом раскладка WASD.
В современных шутерах термин «strafe» практически не используется — вместо него применяют «step left»/«step right». Тем не менее, слово «стрейф» осталось в жаргоне игроков.

## Стрейфраннинг

Схематическое описание принципа действия стрейфраннинга

В ранних шутерах от первого лица из-за недоработки движка игрок мог двигаться по уровню быстрее, двигаясь вперёд и вбок одновременно. Этот трюк получил название стрейфранниг (straferunning, в других играх этот приём мог называться иначе, в GoldenEye 007 и Perfect Dark — speed-strafing, в Descent — trichording). Используя клавиши движения вперёд и стрейфа, игрок мог передвигаться быстрее примерно в 1,41 ({\displaystyle {\sqrt {2}}}) раза быстрее при условии, что скорости прямого движения и движения вбок одинаковы. Первой игрой, в которой стало возможным использование данного приёма, стала Pathways into Darkness (1993 год).
Данная техника стала возможной благодаря тому, что движок игры не учитывает и не корректирует скорость персонажа игрока при сложении двух векторов движения — вперёд и вбок. При каждом обновлении положения персонажа движок регистрирует события перемещения вперёд и вбок независимо друг от друга, из-за чего персонаж, перемещаясь по диагонали, преодолевает за одно и то же время расстояние, в {\displaystyle {\sqrt {2}}} большее, чем при движении в одном направлении. Таким образом, игрок, двигаясь к цели подобной техникой, сможет развить бо́льшую скорость, чем если бы двигался к цели напрямую. В полностью трёхмерных играх (например, Descent) этот эффект ещё более усиливается, так как движение игрока уже учитывается в трёх осях, и общая скорость может составить около 1,73 ({\displaystyle {\sqrt {3}}}) от максимальной прямолинейной.
Как и многие другие игровые приёмы, появившиеся благодаря недоработкам игрового движка, стрейфранниг был полной неожиданностью даже для самих разработчиков. Джон Ромеро вспоминал, что в Doom (1993) эффект стрейфраннига стал общеизвестен только спустя год после выхода игры.
Стрейфраннинг позволяет выполнять более сложные трюки, такие как распрыжка (bunny hop), стрейф-джамп (strafe-jump), circle-jump. Это стало возможным благодаря багам в движке Doom, Quake, Half-Life. Впоследствии часть этих трюков стала стандартом и сегодня специально реализуется программистами в движках.
В большинстве современных игр стрейфранниг недоступен, так как может нарушить игровой процесс и дать определённое преимущество игроку.